# Myzocallis walshii
Myzocallis walshii är en insektsart som först beskrevs av Monell 1879.  Myzocallis walshii ingår i släktet Myzocallis och familjen långrörsbladlöss. Inga underarter finns listade i Catalogue of Life.